# Phare de Cherrystone Bar
Le phare de Cherrystone Bar (en anglais : Cherrystone Bar Light), était un phare offshore situé à l'entrée de Cape Charles, port de la baie de Chesapeake dans le comté de Northampton en Virginie. Sa lumière fut déplacée au phare de Choptank River dans le Maryland en 1921.

## Historique
Ce phare a été construit peu de temps avant la guerre de Sécession et, à l'instar des autres phares de Virginie, il a été mis hors service par les forces confédérées. Il a été réactivé par les forces de l'Union en 1862. En 1919, une simple tour à claire-voie sur un petit caisson a été érigée pour remplacer l'ancien. 
En 1920, la maison du phare d'origine est soulevée de ses fondations et a été transféré sur de nouvelles fondations pour remplacer le phare de Choptank River, détruit par la glace en 1918. Ce phare fut finalement démantelé en 1964.
Identifiant : ARLHS : USA-166.

### Lien connexe
- Liste des phares en Virginie